# Малагенья (фламенко)
Малаге́нья (исп. Malagueña) — один из традиционных стилей фламенко, вышедший из раннего фанданго района Малага, песня имеет восточные (арабские и африканские) корни. Народная по происхождению, малагенья стала стилем фламенко в XIX веке. Песенная мелодия обычно не используется для танцев в связи с тем, что не имеет чёткого постоянного ритмического рисунка, её относят к типу «свободных песен» (cante libre). Однако малагенья славится богатой мелодией с использованием микротонов.

## История

### Происхождение
Малагенья, выделившаяся из местного типа фанданго (танца с различными региональными вариациями и различными названиями), стала очень популярна в Испании к XVIII веку. Хотя в настоящее время малагенью относят к типу «свободных песен», выполненных в произвольном стиле и обычно не используют в танцах. Изначально фанданго пели и играли с высокой скоростью, а танцевали в сопровождении ритмического рисунка 6/8. Некоторые первоначальные мелодии фанданго из Малаги получили название вердиалес. Вердиалес продолжают танцевать и в наши дни на народных сборищах, как правило, в исполнении большого числа непрофессиональных танцовщиков, объединенных в группы под названием Pandas, и значительного количества гитаристов, называемых bandurrias (сорт мандолины), скрипачей и тамбуристов.

### Развитие
Ко второй половине XIX-го столетия были сделаны первые шаги в преобразовании народных песен фанданго в реальное фламенко.
Мелодия замедлилась (хотя и остались восточные ритмы фанданго) и включила в себя различные музыкальные приёмы, кроме того, количество сопровождающих инструментов сократилось до одной гитары. Возможно, данный процесс повлиял и на другие стили фламенко, а современные исследования указывают также и на влияние данного преобразования на оперу, сарсуэлу и другие стили классической музыки.
Самая старая мелодия малагеньи, сохранившаяся до наших дней, — Хабера, первое упоминание о которой встречается у Серэфина Эстебэнеза Колдерона, примерно в 1840-х годах. Согласно данному автору, такой тип малагеньи был создан артистом, известным под именем La Jabera. Ритмический рисунок этого раннего типа малагеньи сохранился в исполнении более поздних артистов, таких как Хуан Брева. Большинство же типов малагеньи было создано в последнее десятилетие XIX века.
Третий этап эволюции данного стиля фламенко заключался в окончательной потере ритмического рисунка мелодии. Данное преобразование было сделано певцами Антонием Чаконом и Энрике эль Мейисо, а также гитаристом Рамоном Монтойя. Ни один из них не родился в Малаге, а значит, они не росли под влиянием оригинальных народных песен фанданго. Эти люди были в некотором смысле создателями полностью нового стиля, сформированного профессиональными и полупрофессиональными артистами.

### Типы малагеньи
Некоторые из традиционных, часто используемых музыкальных схем малагеньи приведены ниже. Однако многие из них не вошли в список, поскольку они редко исполняются или являются лишь изменением других главных стилей.
1. Хуан Брева записал 3 собственные музыкальные схемы малагеньи в начале XX века.
2. Энрике эль Мейисо. Под его влиянием ритмический рисунок гитарной мелодии малагеньи был окончательно утерян и песни этого стиля стали относить к «свободным песням». Среди последователей Энрике, участвующих и в дальнейшем развитии предложенного им стиля, можно упомянуть El Niño de la Isla, Аурелио Селле, Маноло Караколь и Перикон де Кадис. Каждый из упомянутых артистов привнес свой вклад в малагенью, таким образом, сейчас трудно определить, как выглядели оригинальные музыкальные схемы данного типа малагеньи.
3. El Canario создал один из типов малагеньи.
4. Антонио Чакон создал наибольшее число музыкальных схем малагеньи. Мелодии, созданные им наиболее часто исполняются. Количество типов малагеньи, созданных им, высоко, однако авторство некоторых приписывается ему по традиции. Некоторые его схемы малагеньи различаются между собой лишь небольшими изменениями. Большинство типов малагеньи было записано им между 1909 и 1928 годами.
5. La Trini. Её наследие было сохранено такими певцами, как Себастиан эль Пена. Антонио Чакон немного изменил один из типов малагеньи, созданный ею.

## Гитара в малагенье
Первоначально гитара использовалась совместно с другими музыкальными инструментами как часть народных малагских мелодий фанданго. В то время функции гитары заключались лишь в создании ритма мелодии и ограничивались использованием одной техники, называемой «abandolao». В процессе эволюции этого музыкального стиля, темп Малагеньи замедлился и гитаристы получили возможность включать в свою игру короткие сольные проигрыши и другие музыкальные приемы. Революция в гитарном исполнении Малагеньи пришла вместе с трансформацией последней в тип «свободная песня»: виртуозы фламенко, как Рамон Монтойя, начали применять в мелодии Малагеньи классические техники гитарной игры (напр. арпеджио, звукоряд, тремоло) и обогатили её более разнообразным положением аккордов. Они также начали вводить в промежутки между куплетами короткие гитарные соло, названные фальсеты, следуя за песнями других стилей фламенко.
Малагенья редко исполняется только как гитарная композиция и очень редко танцуется.

## В классической музыке
Процесс обработки народных танцев композиторами-романтиками не обошёл стороной и малагенью. Популярностью пользуется малагенья для скрипки с фортепиано из «Испанских танцев» Пабло де Сарасате. Исаак Альбенис сочинил две фортепианных малагеньи: для своих «Воспоминаний о путешествиях» (соч. 71) и для сюиты «Испания» (соч. 165). На музыку одной из них создала танец знаменитая Архентина.
Как часть более крупного произведения малагенья вошла в «Испанскую рапсодию» Альбениса (с указанием Хуана Бревы как автора этой мелодии) и в «Испанскую рапсодию» Мориса Равеля.